# Safari Song
Safari Song è un singolo del gruppo musicale statunitense Greta Van Fleet, pubblicato il 15 ottobre 2017 come secondo estratto dagli EP Black Smoke Rising e From the Fires.

## Tracce
- Download digitale

1. Safari Song – 3:56

## Formazione
- Joshua Kiszka – voce
- Jake Kiszka – chitarra
- Sam Kiszka – basso
- Danny Wagner – batteria